# Daniel Keberle
Daniel Keberle (* 1. Juni 1972 in Wien) ist ein österreichischer Schauspieler, der auch als Off-Sprecher oder Comedian in Erscheinung tritt.

## Leben und Karriere
Daniel Keberle wurde am 1. Juni 1972 in der österreichischen Bundeshauptstadt Wien geboren. Von 1993 bis 1996 besuchte er in seiner Heimatstadt das Franz Schubert Konservatorium für Musik und darstellende Kunst und Musikschule, das er mit einem Schauspieldiplom abschloss, und kam, nachdem er davor bereits ab den 1980ern als Statist zum Einsatz gekommen war, ab den frühen 1990ern auch in anderen Tätigkeiten in Film und Fernsehen zum Einsatz. So war er unter anderem für das Transport-Department der österreichischen Dreharbeiten des 1993 veröffentlichten Films Die drei Musketiere als Fahrer im Einsatz. In seine Tätigkeit als Fahrer kehrte er auch rund zehn Jahre später kurzzeitig zurück, als er in einer Episode von The Amazing Race als Fahrer des Serienschöpfers Bertram van Munster in Erscheinung trat. Seine Anfangsjahre als professioneller Schauspieler verbrachte er unter anderem am Volkstheater oder am Theater der Jugend in Wien oder am Landestheater Coburg. Spätere Engagements führten ihn unter anderem ans Schauspielhaus Wien, ans Salzburger Landestheater, ans Landestheater Niederösterreich ins Kabarett Simpl, ins Schauspiel Frankfurt, zu den Salzburger Festspielen, zu den Sommerspielen Perchtoldsdorf zum Theatersommer Haag, sowie zu diversen weiteren lokalen und vor allem nationalen Theaterstätten. Des Weiteren gehörte er ab den 1990ern dem Theaterensemble Theater zum Fürchten, das ab 1995 im Scala Wien auftrat, an. Während seiner Zeit als Theaterschauspieler arbeitete er bereits mit Theaterregisseuren wie Peter Stein, Anselm Weber, Beverly Blankenship, Werner Sobotka, André Pohl, Bettina Hering oder Rüdiger Hentzschel zusammen.
Eine seiner ersten Rollen nach erfolgreichem Schauspielstudium war die eines Hotelpagen des Hilton Hotels in der 1996 veröffentlichten österreichischen Komödie Ein fast perfekter Seitensprung, in den Hauptrollen mit Elfi Eschke und Andreas Vitásek. Daraufhin hatte er 1997 Auftritte in einer Episode der Knickerbocker-Bande und im Film Eine Familie zum Küssen von Regisseur Hans Werner. Nach Gastrollen in je einer Folge von Medicopter 117 – Jedes Leben zählt (1999) und Julia – Eine ungewöhnliche Frau (2000) übernahm er 2002 einen wiederkehrenden Charakter in letztgenannter Serie. Hierbei war er daraufhin in fünf Episoden als Dr. Neubauer zu sehen und wirkte in diesem Jahr auch in der französischen Produktion Mademoiselle Else von Regisseur Pierre Boutron mit. Ein Jahr zuvor hatte er auch einen Auftritt in Tatort: Nichts mehr im Griff, dem fünften Fall des österreichischen Chefinspektors Moritz Eisner, gespielt von Harald Krassnitzer. 2003 spielte er im Kurzfilm Firn des 1978 geborenen Nachwuchsregisseurs Sigmund Steiner mit, gefolgt von einer ersten Paraderolle als Gerhard in Bauernprinzessin im Jahre 2004. In diesem Jahr hatte er auch Gastauftritte in je einer Folge der österreichischen Serien Schlosshotel Orth und Kommissar Rex. Im Jahre 2005 kam er zu Auftritten in einer Episode von SOKO 5113, sowie im Kurzfilm Echos und im Liebesfilm Der Ranger von Michael Steinke und nach einem Drehbuch von Marlies Ewald. 2006 wirkte er auch wieder in größeren Produktionen mit, darunter Klimt von Raúl Ruiz, wobei er hier allerdings nur in einer gänzlich unbedeutenden Rolle als Kellner auftrat. Im gleichen Jahr hatte er auch Einsätze in je einer Episode von 8 × 45 und Kupetzky, sowie in der Komödie Die Ohrfeige, einer Produktion von Epo-Film des Wiener Regisseurs Johannes Fabrick.
Im Jahre 2007 übernahm er in Bauernprinzessin II – Kopf oder Herz, der Fortsetzung von 2004, erneut die Rolle des Gerhard und wurde im gleichen Jahr auch in Thomas Kronthalers Die Lawine als Winnie Rieser eingesetzt. Nach dem Liebesfilm rund um ein Lawinenunglück nach dem Buch von Malte Roeper war er im Jahr 2008 gleich in fünf verschiedenen Filmproduktionen zu sehen, dabei zumeist jedoch in unwesentlichen Rollen. Hier mimte er in Das jüngste Gericht einen Mann im Vatikan und in der Märchenverfilmung Dornröschen von Arend Agthe mimte er den Knappen Walter. Außerdem spielte er in diesem Jahr in Kurzfilm Cartoon Saints and Villains des aus Simbabwe stammenden Schauspielers und Filmschaffenden David Wurawa mit. Weitere Filmauftritte 2008 hatte er zudem in Der Besuch der alten Dame unter der Regie von Nikolaus Leytner und Der erste Tag unter der Regie von Andreas Prochaska. Auch wirkte er in diesem Jahr in einer Folge der fortlaufenden Serie Balkan Express als Off-Sprecher mit. Dementsprechend viel beschäftigt war er auch im nachfolgenden Jahr, als er unter anderem in Bauernprinzessin III – In der Zwickmühle, dem dritten Teil der Reihe, erneut in die Rolle des Gerhard schlüpfte. Weitere Auftritte im Jahre 2009 hatte er in Tatort: Kinderwunsch, dem 21. Fall des österreichischen Chefinspektors Moritz Eisner, im Fernsehfilm In einem anderen Licht, einer österreichisch-französischen Produktion mit Schauspielern aus beiden Ländern von Regisseur Alain Tasma, sowie im Spielfilm Geliebter Johann Geliebte Anna über Erzherzog Johann (gespielt von Tobias Moretti) und Anna Plochl (gespielt von Anna Maria Mühe). Zu seiner Bekanntheit trug unter anderem auch seine Rolle als Willi Manger in der österreichischen Fernsehserie Die Lottosieger bei. In dieser ist er in allen bis 2012 ausgestrahlten 30 Episoden in drei Staffeln zu sehen.
Kleinere Filmrollen übernahm er 2010 in Küsse, Schüsse, Rindsrouladen von Regisseur Peter Gersina und Paradeisiana von Hans-Jörg Hofer, gefolgt von einem Engagement in Percy und Felix Adlons Mahler auf der Couch, in dem er ebenfalls in einer kleinen und unwesentlichen Rolle als Franz Hirn, Journalist der Wiener Zeitung, auftrat. Im Jahr 2011 wurden hingegen Filmproduktionen veröffentlicht, in denen Daniel Keberle in wesentlichen Nebenrollen zu sehen ist. In Bollywood lässt Alpen glühen spielte er Alois, den besten Freund von Bruno (dargestellt von Andreas Kiendl) und in der weiteren deutsch-österreichischen Produktion Plötzlich fett!, in den Hauptrollen mit Diana Amft und Sebastian Ströbel, stellt er den Charakter Paul Lerner dar. Neben einem Gastauftritt als Paul Ziedler in einer Folge von Die Bergretter übernahm er auch eine wiederkehrende Rolle als Klaus „Klausi“ Schwegler in allen sieben Episoden der österreichisch-deutschen Fernsehserie Es kommt noch dicker, womit er der Hauptbesetzung angehörte. Im nachfolgenden Jahr 2013 spielte Keberle in einer Folge der zweiten Staffel von Schlawiner mit und war als Fritz Pfandl in Andreas Schmieds Regiedebüt Die Werkstürmer zu sehen. 2014 wirkte er in einer Folge der Miniserie 14 – Tagebücher des Ersten Weltkriegs, sowie in einer Episode von SOKO Donau mit und war in der Saison 2014/15 auch als Gastdarsteller im Landestheater Niederösterreich aktiv. Zu vermehrten Einsätzen kam der Wiener auch im Jahre 2015; so war er unter anderem im mehrfach preisgekrönten und sogar für einen Oscar nominierten Kurzfilm Alles wird gut von Regisseur Patrick Vollrath zu sehen. Weitere Einsätze hatte er in der Sat.1-Komödie Hangover in High Heels und hatte bei den Dreharbeiten von Mission: Impossible – Rogue Nation in Wien einen kurzen und unwesentlichen Kurzauftritt.
2016 spielt er unter anderem in der Musiktheaterproduktion Herzfleisch am Schrammel.Klang.Festival in Litschau, nahe der tschechischen Grenze, mit, wo er die Rolle des Josef Schrammel mimt. In dieser Rolle war er bereits Jahre zuvor im Einsatz gewesen. Außerdem wirkt er in diesem Jahr im Stück doyçlender: almanci im WERK X mit.

## Filmografie
Filmauftritte (auch Kurzauftritte)
- 1996: Ein fast perfekter Seitensprung
- 1997: Eine Familie zum Küssen
- 2002: Mademoiselle Else
- 2003: Firn
- 2004: Bauernprinzessin
- 2005: Echos
- 2005: Der Ranger
- 2006: Klimt
- 2006: Die Ohrfeige
- 2007: Bauernprinzessin II – Kopf oder Herz
- 2007: Die Lawine
- 2008: Das jüngste Gericht
- 2008: Dornröschen
- 2008: Cartoon Saints and Villains (Kurzfilm)
- 2008: Der Besuch der alten Dame
- 2008: Der erste Tag
- 2009: Bauernprinzessin III – In der Zwickmühle
- 2009: In einem anderen Licht
- 2009: Geliebter Johann Geliebte Anna
- 2010: Küsse, Schüsse, Rindsrouladen
- 2010: Mahler auf der Couch
- 2010: Paradeisiana
- 2011: Bollywood lässt Alpen glühen
- 2011: Plötzlich fett!
- 2013: Die Werkstürmer
- 2015: Alles wird gut
- 2015: Hangover in Highheels
- 2015: Mission: Impossible – Rogue Nation
- 2019: Ein Dorf wehrt sich
- 2023: Am Ende wird alles sichtbar

Serienauftritte (auch Gast- und Kurzauftritte)
- 1997: Die Knickerbocker-Bande (1 Episode)
- 1999: Medicopter 117 – Jedes Leben zählt (1 Episode)
- 2000–2002: Julia – Eine ungewöhnliche Frau (6 Episoden)
- 2001: Tatort: Nichts mehr im Griff
- 2004: Schlosshotel Orth (1 Episode)
- 2004: Kommissar Rex (1 Episode)
- 2005: SOKO 5113 (1 Episode)
- 2006: 8 × 45 (1 Episode)
- 2006: Kupetzky (1 Episode)
- 2008: Balkan Express (Off-Sprecher; 1 Episode)
- 2009: Tatort: Kinderwunsch
- 2009–2012: Die Lottosieger
- 2012: Die Bergretter (1 Episode)
- 2012: Es kommt noch dicker
- 2013: Schlawiner (1 Episode)
- 2013: Die Detektive (? Episoden)
- 2013/14: CopStories (? Episoden)
- 2014: 14 – Tagebücher des Ersten Weltkriegs (1 Episode)
- 2014, 2024: SOKO Donau (2 Episoden)
- 2019: Landkrimi – Steirerkreuz (Fernsehreihe)
- 2019: SOKO Kitzbühel – Durchtauchen (Fernsehserie)
- 2020: Landkrimi – Waidmannsdank (Fernsehreihe)
- 2020: Hochwald
- 2021: Letzter Gipfel (Fernsehfilm)
- 2021: Spuren des Bösen: Schuld (Fernsehreihe)
- 2023: Blind ermittelt – Mord an der Donau (Fernsehreihe, Alternativtitel Tod an der Donau)
- 2024: SOKO Linz – Weichenstellung	(Fernsehserie)
- 2024: Vienna Blood – Mephisto (Fernsehreihe)
- 2024: 80 Plus (Alternativtitel Toni und Helene)
- 2024: Kopftuchmafia (Fernsehreihe)
- 2025: Tatort: Messer (Fernsehreihe)
- 2025: Mord in Wien – Der letzte Bissen (Fernsehreihe)